# Markus församling
Markus församling var en svenskspråkig församling i norra Helsingfors och del i Borgå stift i Evangelisk-lutherska kyrkan i Finland. Församlingen var verksam från 1961 till slutet av 2008, då den slogs samman med Lukas församling för att bilda Petrus församling. I juni 2008 var församlingens medlemsantal 3 240 personer.
Bland präster som varit verksamma i Markus församling kan nämnas Henrik Perret, Halvar Sandell och Allan Franzén. Församlingen använde bland annat huvudkyrkan Åggelby gamla kyrka, Malms kyrka och Månsas kyrka som gudstjänstlokaler.